# Krystyna Andrzejewska-Marek
Krystyna Andrzejewska-Marek (ur. 1950 r. w Gdańsku) – polska ceramiczka, rzeźbiarka, pedagog Akademii Sztuk Pięknych w Gdańsku.

## Życiorys
Studiowała na Wydziale Rzeźby gdańskiej Państwowej Wyższej Szkoły Sztuk Plastycznych (obecnie ASP). Dyplom uzyskała w pracowni prof. Franciszka Duszeńki w 1978 r. 
W latach 1978–1986 pracowała jako asystentka prof. Henryka Luli w Pracowni Ceramiki Artystycznej w PWSSP w Gdańsku. W latach 1986–1993 pracowała jako kierownik artystyczny w Manufakturze Ceramiki Artystycznej w Nieborowie, przy Muzeum Narodowym w Warszawie. W latach 1993–2013 adiunkt I stopnia w Pracowni Ceramiki Artystycznej prof. Teresy Klaman w gdańskiej ASP.

## Twórczość
Krystyna Andrzejewska-Marek tworzy dzieła o abstrakcyjnych kształtach, będące jednocześnie ceramiką  artystyczną i rzeźbą, inspirowane formami natury. 
Prace często wystawia w plenerze, z którym dobrze harmonizują dodając scenerii symbolicznego znaczenia. Nawiązuje do tradycji i osiągnięć ceramiki artystycznej zarówno europejskich, orientalnych, jak i prekolumbijskich.
W pracach Andrzejewskiej-Marek błyszczące i polaryzujące powierzchnie szkliwa przeplatane są chropowatymi i matowymi.
Wybrane wystawy, nagrody, sympozja i plenery:
- 1978 Wystawa „Koła Młodych” – Gdańsk
- 1980 Wystawa „Młodzi 80” – Gdynia
- 1981 39 Międzynarodowy Konkurs Ceramiki – Faenza, Włochy
- 1981 4 Biennale Sztuki Gdańskiej – Sopot (medal honorowy)
- 1983 5 Biennale Sztuki Gdańskiej – Sopot
- 1983 Wystawa Ceramiki – Tczew
- 1985 6 Biennale Sztuki Gdańskiej – Sopot
- 1985 Wystawa indywidualna – Gdańsk, Muzeum Archeologiczne
- 1986 Wystawa indywidualna – Puck
- 1986 Wystawa indywidualna – Park w Nieborowie
- 1987 Plener ceramiczny w ośrodku Comuk- Warszawa w Łucznicy
- 1988 Plener ceramiczny w ośrodku Comuk- Warszawa w Łucznicy
- 1988 Wystawa poplenerowa „Łucznica 87-88” – Warszawa
- 1990 Wystawa „Manufaktura Ceramiki Artystycznej w Nieborowie i jej twórcy” – Muzeum Narodowe w Łowiczu
- 1991 Wystawa „Ceramika Nieborowska” – Nieborów
- 1991 5 Międzynarodowe Triennale Ceramiki Artystycznej – Sopot
- 1991 Wystawa indywidualna towarzysząca triennale – Gdańsk
- 1992 Wystawa indywidualna – Skierniewice
- 1992 „Warszawska Dekada Sztuki” – Warszawa, ASP
- 1996 „Docendo Discimus” – Gdańsk, PWSSP
- 1997 „Artyści z ASP w Gdańsku” – Tczew
- 1997 „Artyści z ASP w Gdańsku” – Ostrołęka
- 1997 Wystawa indywidualna – Pałac Opatów w Oliwie
- 1997 „Ceramika art. Pracowników i studentów z Pracowni Ceramiki ASP w Gdańsku kierowanej przez prof. Henryka Lulę” Galeria Refektarz w Kartuzach
- 1998 Międzynarodowe Warsztaty Ceramiki Artystycznej w Tokoname (IWCAT’98), Japonia
- 1998 Wystawa w „Cera Galery” w Tokoname, Japonia
- 1998 „Ceramic Festival” w Tokoname, Japonia
- 1998 Wystawa w Galerii Rzeźby – Gdańsk
- 1999 Sympozjum Rzeźby „Marywil 99” – Suchedniów
- 2000 Wystawa poplenerowa „Marywil99” – Centrum Rzeźby Polskiej w Orońsku
- 2000 Wystawa poplenerowa „Marywil99” – Centrum Bankowo Finansowe Warszawa
- 2000 Wystawa poplenerowa „Marywil99” – Galeria SBWA Warszawa
- 2000 Sympozjum Rzeźby „Marywil 2000” – Suchedniów
- 2000 „Ceramika art. Pracowników i studentów z Pracowni Ceramiki ASP w Gdańsku kierowanej przez prof. Henryka Lulę” Galeria „Debiut” Orłowo
- 2001 Wystawa poplenerowa „Marywil99” – Dębe /k. Warszawy
- 2001 „Afirmacja” Galeria „A” wystawa indywidualna w towarzystwie malarstwa Elżbiety Tęgowskiej i Danuty Joppek – Starogard Gdański
- 2001 „Afirmacja” Ratusz Głównego Miasta wystawa indywidualna w towarzystwie malarstwa Elżbiety Tęgowskiej i Danuty Jopek – Gdańsk
- 2002 Międzynarodowe Sympozjum Ceramiki – OHZ, Niemcy
- 2002 Wystawa indywidualna – Galeria EL, Elbląg
- 2014 Sztuka Ceramiki-Forma i Osobowość – Pałac Opatów w Oliwie/Oddział Sztuki Nowoczesnej Muzeum Narodowego w Gdańsku.
Wystawa retrospektywna Henryka Luli, Krystyny Andrzejewskiej-Marek  i Katarzyny Jóźwiak-Moskal .

## Galeria

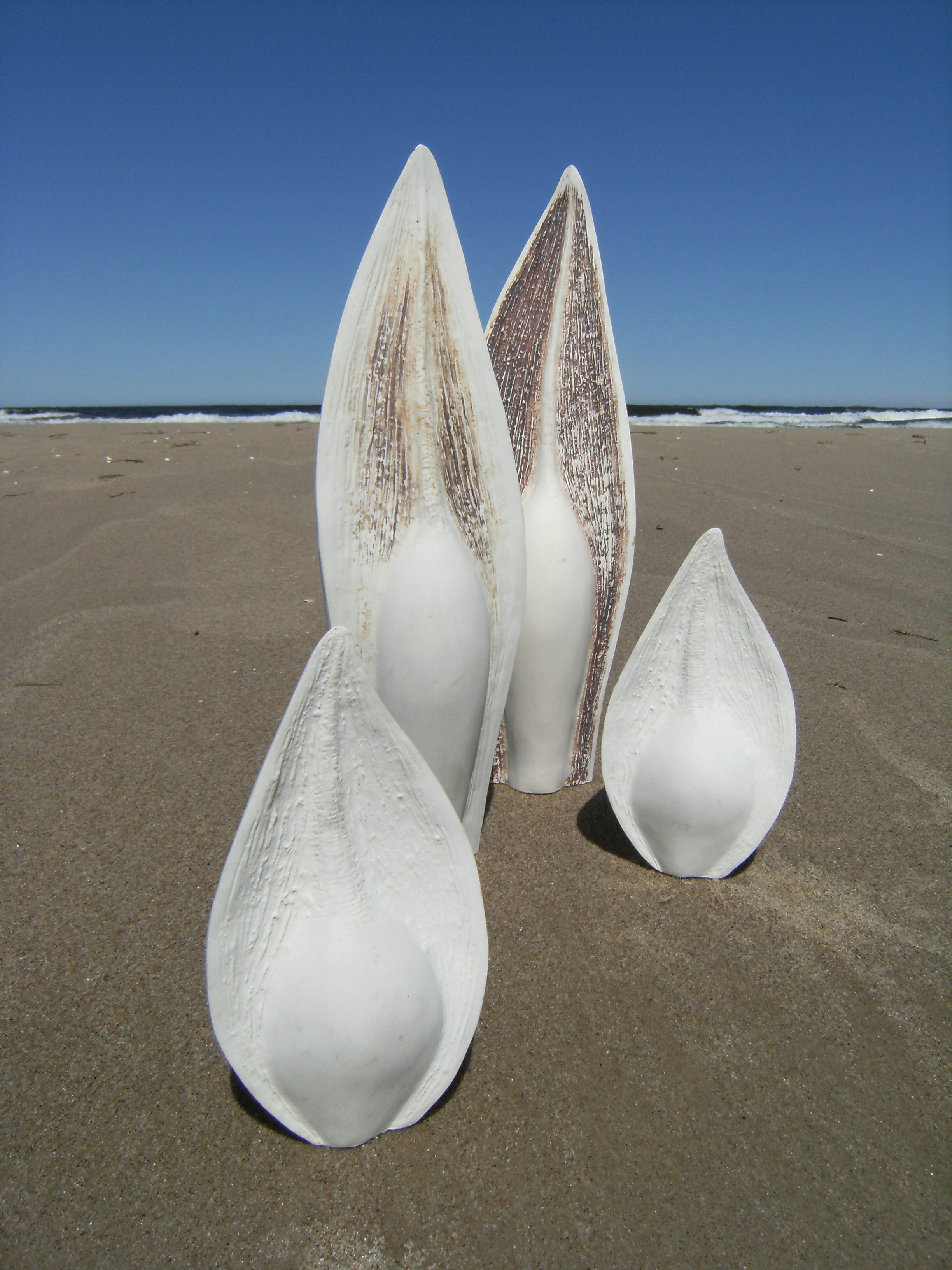
Zimny Ogród
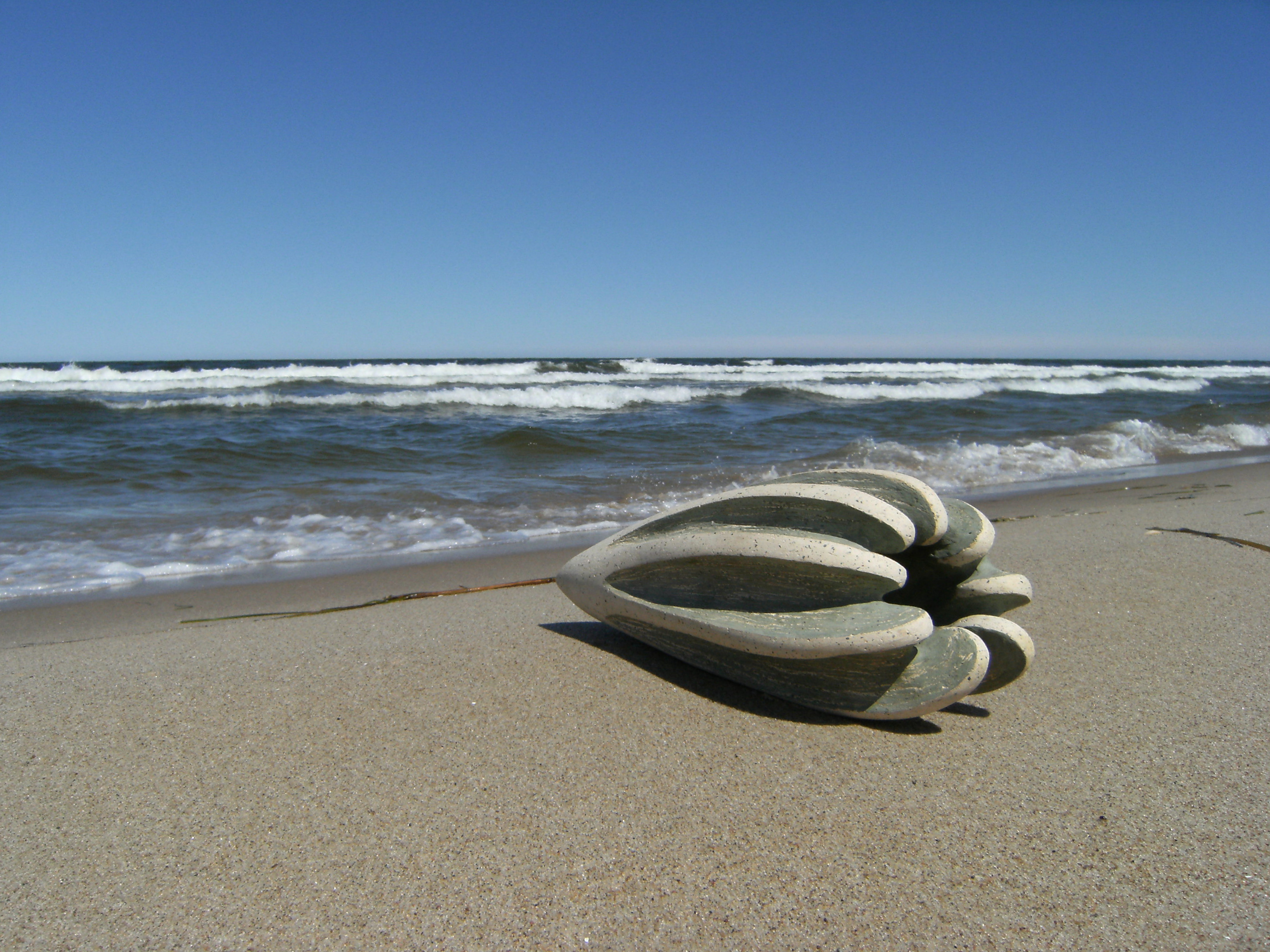
Forma Oceaniczna
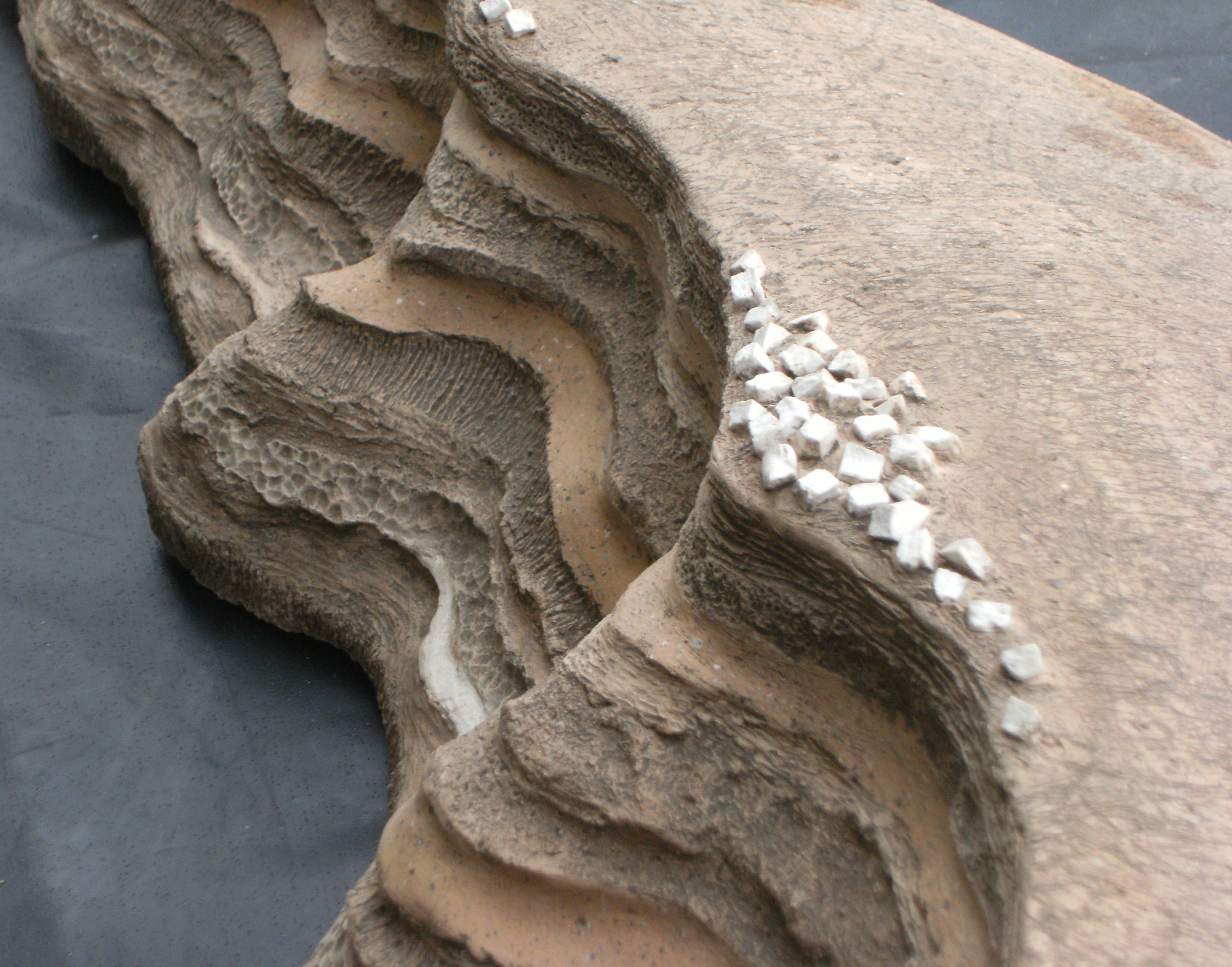
Terra Firma